# Megalonisi
Die unbewohnte griechische Insel Megalonisi (griechisch Μεγαλονήσι (n. sg.)) (‚Große Insel‘) auch Nissiopi (Νησιώπη) oder Meganisi (Μεγανήσι) liegt im äußersten Westen von Lesbos. Zusammen mit Sigri bildet Megalonisi eine Ortsgemeinschaft (Τοπική Κοινότητα) im Gemeindebezirk Eresos-Andissa der Gemeinde Dytiki Lesvos.

## Lage
Die langgezogene Insel bildet den westlichen Abschluss der maximal 23 m tiefen Bucht von Sigri (Όρμος του Σιγρίου) und schützt den größten Naturhafen von Lesbos vor den oft starken Winden. Die kleine Felseninsel Kavalouros (Καβαλούρος) liegt 1,3 km südwestlich.

## Besiedelung
Nahe der Südspitze befand sich während der späten Bronzezeit ein Siedlungsplatz. Lediglich zwei Gebäude befinden sich heute auf der Insel, ein 20 m hoher Leuchtturm und die kleine Kapelle Agios Georgios (Άγιος Γεώργιος). Megalonisi ist von Sigri aus per Boot zu erreichen.
Einwohnerentwicklung von Megalonisi
| Jahr      | 1920 | 1928 | 1940 | 1951 | 1961 | 1971 | 1981 | 1991 | 2001 | 2011 |
| --------- | ---- | ---- | ---- | ---- | ---- | ---- | ---- | ---- | ---- | ---- |
| Einwohner |      |      | 4    | 4    | 7    | 5    | 2    | -    | 0    | 0    |

## Natur
Auf der spärlich bewachsenen Insel haben sich versteinerte Baumstämme, teilweise auch im Meer liegend, sehr gut erhalten.

### Naturschutz
Als Ort von besonderer Naturschönheit steht Megalonisi seit 2000 unter Schutz (ΦΕΚ 1176/Β/2000). Zudem ist die Insel Teil unterschiedlicher Schutzgebiete:
- 1985: Erhaltenswertes Naturmonument Versteinerten Wald, seit 2004 UNESCO Geopark, 150 km²
- 1999: Natura 2000 Gebiet GR 4220004, Westliche Halbinsel Lesbos – Versteinerter Wald (Λέσβου Δυτική Χερσόνησος – Απολιθωμένο Δάσος), 209,72 km² zugleich Teil des Important Bird Areas GR 134 Südwestliche Halbinsel – Versteinerter Wald von Lesbos (Νοτιοδυτική Χερσόνησος-Απολιθωμένο Δάσος Λέσβου), 340 km²

## Karte
- 212 Lesbos, 1:70.000 (Karte). Road Editions, 2006, ISBN 960-8481-92-9.